# Vespa 400
El Vespa 400 fue un microcoche producido por el fabricante francés ACMA (Ateliers de Constructions de Motos et Accessoires) en Fourchambault, Francia, desde 1958 hasta 1961, según los diseños de Piaggio. Estaba disponible en dos versiones: "Lusso" y "Turismo". 
Arrastrado por el rotundo éxito que iba teniendo el producto estrella de la casa, la Vespa lanzada en 1946, uno de los hijos del fundador de la Compañía, Enrico, decidió dar un salto adelante y adentrarse en el mundo de los automóviles, creando este microcoche. Sin embargo, el modelo tuvo un escaso éxito y apenas permaneció unos pocos años en el mercado, en parte debido a la presión en contra de la propia Fiat que no deseaba un competidor para su modelo 500. 
Básicamente, el coche era un dos plazas con un pequeño espacio detrás de los asientos delanteros para transportar a dos niños de corta edad u, opcionalmente, un exiguo equipaje. El conductor y su acompañante se sentaban en dos simples asientos tubulares envueltos con tela elástica y entre ellos se situaba el freno de mano y el estárter. La palanca del cambio de velocidades, por su parte, iba colocada en el centro del piso. El cuadro de instrumentos era muy simple y contenía un velocímetro así como unos pocos indicadores, a saber: intermitentes, carga de la dinamo, luz de carretera y aviso de combustible bajo. 
Existió una versión descapotable que contaba con un techo enrollable hacia atrás mediante un raíl situado en el techo y que iba a caer sobre la rejilla del motor trasero. 

## Especificaciones
- Motor bicilíndrico de dos tiempos
  - Potencia máxima: 18 CV
  - Diámetro por carrera: 63 x 63 mm (393 cc de cilindrada)
- Suspensión independiente a las cuatro ruedas.
  - Amortiguadores hidráulicos de doble acción con muelles.
- Transmisión de tres o cuatro velocidades; segunda, tercera y marcha atrás sincronizadas.
- Velocidad máxima: 90 km/h, alcanzable en 25 segundos

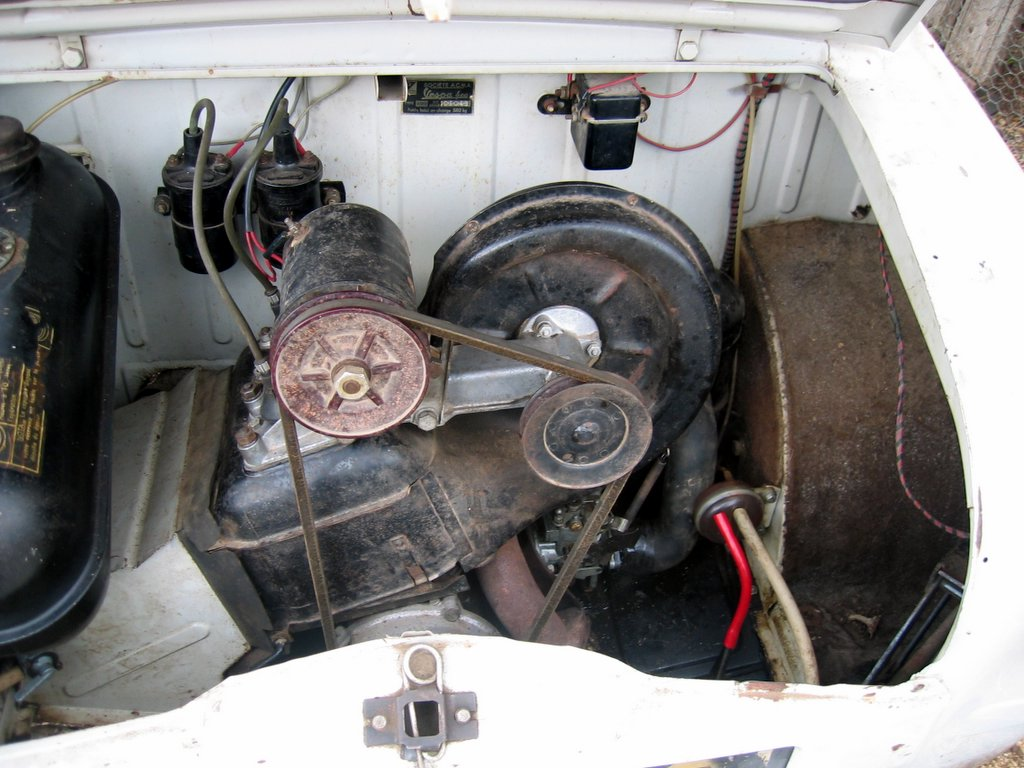
Motor del Vespa 400.

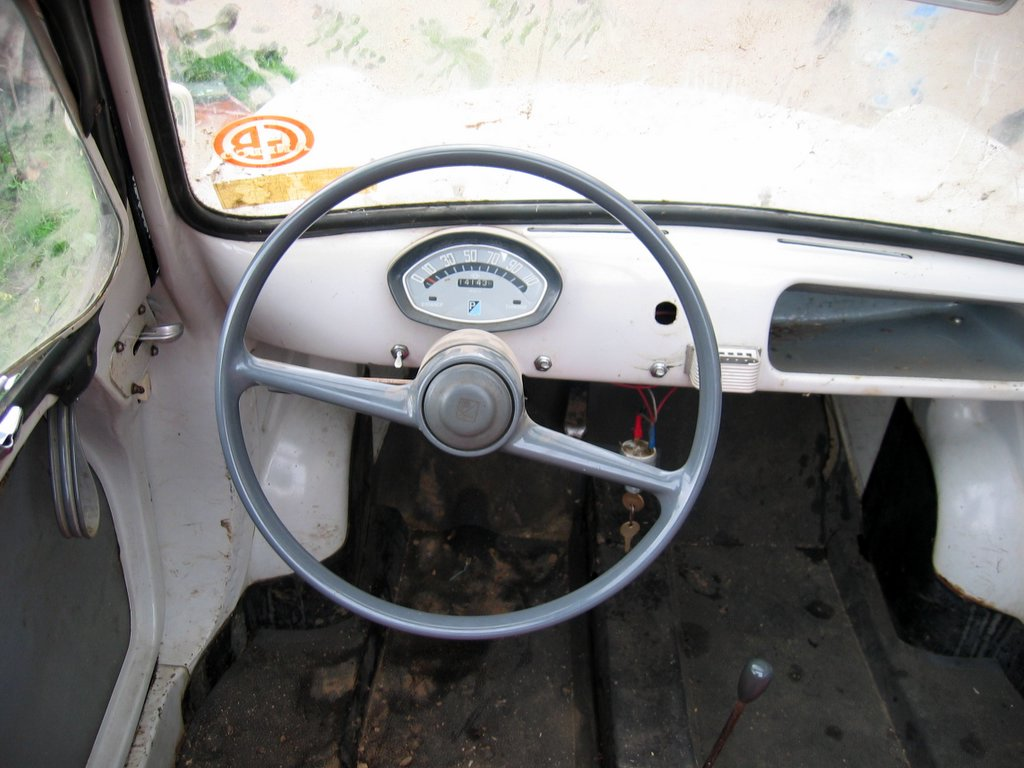
Controles del vehículo.

- Datos: Q1856900
- Multimedia: Vespa 400 / Q1856900